# XHamster
XHamster (marknadsfört som xHamster) är en videoplattform för pornografiskt material, ägd av Hammy Media Ltd. Den är en av de största plattformarna, vid sidan av XVideos, XNXX och Pornhub. 

## Historik
Plattformen grundades tidigt 2007 av ryssarna Oleg Netepenko och Dmitri Gusev. De två framträder under den gemensamma pseudonymen "Alex Hawkins".
Inledningsvis ville man utforma webbplatsen i stil med Facebook, Myspace och liknande sociala medier. Detta var en tid när sociala medier ökade starkt i popularitet och liknande pornografiska videoplattformar som XVideos och Pornhub skapades på samma videodelningsmodell som Youtube. Det lekfullt valda namnet på plattformen skulle anspela på hamsterns rykte om sig som ett reproduktivt djur.
Verksamheten har sitt säte i Nicosia på Cypern, medan bolaget är registrerat i Limassol i samma land; Cypern är känt för sina låga skatter. Dessutom har man ett kontor i Barcelona i Spanien. Bolaget ingår i ett nätverk av bolag sammanbundna av IT-bolaget Wisebits och med dotterbolag i "skatteparadis" som Brittiska Jungfruöarna och Antigua.
Bolaget och ägarna av plattformen har, i likhet med många andra bolag i den pornografiska branschen, hållit en låg profil. Ägarnas identitet klargjordes genom tysk undersökande journalistik först 2023; XHamster är populär i Tyskland och har listats som landets mest populära pornografiska webbplattform, liksom den elfte mest populära alla kategorier. Detta genomlysande av plattformen belyste också det problem – anonymt uppladdade videor, ibland/ofta utan medgivande från vare sig upprättsinnehavare eller personerna i videon – som alla liknande plattformar är behäftade med.
2016 sa ägaren Hammy Media att webbplatsen nåddes av mellan 23 och 25 miljoner unika användare per dag. Året innan hade man nått nivån 10 miljoner registrerade användare. I december 2018 noterades man som den 20:e mest besökta webbplatsen globalt, och i november 2022 beräknades webbplatsen ha besökts 1,3 miljarder gånger under månaden.

## Verksamhet
I likhet med andra liknande videoplattformar baseras företagsmodellen på visning av gratis och ofta olagligt hopsamlat videomaterial, försäljning av användardata och annonsinkomster. Plattformens eget annonssystem benämns Trafficstars, att jämföra med Trafficjunky som nyttjas av konkurrenten Pornhub.